# Brookside (Alabama)
Brookside és una població dels Estats Units a l'estat d'Alabama. Segons el cens del 2000 tenia 1.393 habitants.

## Demografia
Segons el cens del 2000, Brookside tenia 1.393 habitants, 546 habitatges, i 393 famílies. La densitat de població era de 89,9 habitants/km².
Dels 546 habitatges en un 31,7% hi vivien nens de menys de 18 anys, en un 51,6% hi vivien parelles casades, en un 15,8% dones solteres, i en un 28% no eren unitats familiars. En el 26,2% dels habitatges hi vivien persones soles el 10,8% de les quals corresponia a persones de 65 anys o més que vivien soles. El nombre mitjà de persones vivint en cada habitatge era de 2,55 i el nombre mitjà de persones que vivien en cada família era de 3,08.
Per edats la població es repartia de la següent manera: un 24,8% tenia menys de 18 anys, un 9,4% entre 18 i 24, un 28,6% entre 25 i 44, un 24,3% de 45 a 60 i un 12,8% 65 anys o més.
L'edat mitjana era de 37 anys. Per cada 100 dones hi havia 94 homes. Per cada 100 dones de 18 o més anys hi havia 91,8 homes.
La renda mitjana per habitatge era de 29.792 $ i la renda mitjana per família de 34.821 $. Els homes tenien una renda mitjana de 30.900 $ mentre que les dones 21.563 $. La renda per capita de la població era de 14.242 $. Aproximadament el 14,7% de les famílies i el 18,2% de la població estaven per davall del llindar de pobresa.

## Poblacions properes
El següent diagrama mostra les poblacions més properes.